# Rolf Hansen
Rolf Hansen, född 12 december 1904 i Ilmenau, död 3 december 1990 i München, var en tysk filmregissör.

## Biografi
Hansen var under sent 1920-tal verksam som teaterskådespelare, men en bilolycka förhindrade en vidare karriär som sådan. 1933 kom han istället att bli regiassistent vid filminspelningar. Han kom sedan att avancera till filmregissör och under 1940-talet regisserade han Zarah Leander i tre långfilmer, varav en, Ett möte i natten blev en av de största bioframgångarna under Nazitysklands existens. I kontrast till detta blev en av hans tidiga filmer Das Leben kann so schön sein från 1938 på grund av sin realism förbjuden att visas i Tyskland under denna era och fick premiär först 1950. Hansen var verksam som filmregissör fram till 1960.

## Filmregi (i urval)
- 1938 – Das Leben kann so schön sein (premiär 1950)
- 1941 – Två världar
- 1942 – Ett möte i natten
- 1943 – En kvinna lever farligt
- 1949 – Vi mötas igen
- 1950 – Mathilde Möhring
- 1951 – Du tog min kärlek
- 1954 – Den store kirurgen
- 1957 – För en kvinnas skull
- 1960 – Gustav Adolfs Page